# La Cavalerie

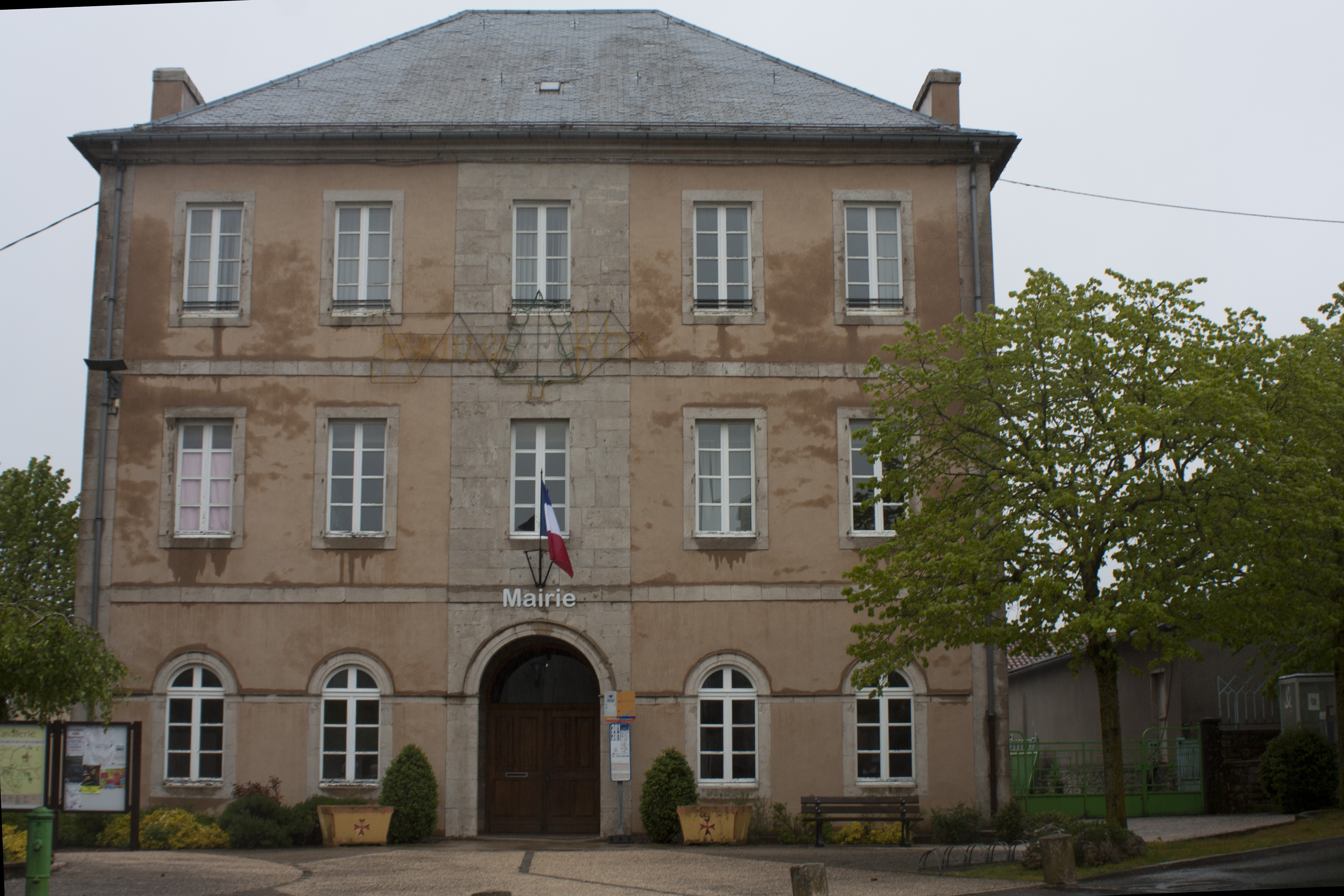
Mairie (Rathaus) La Cavalerie

La Cavalerie ist eine französische Gemeinde mit 2208 Einwohnern (Stand 1. Januar 2022) im Département Aveyron in der Region Okzitanien. Sie gehört zum Arrondissement Millau.

## Geographie
Der Ort liegt im südlichen Zentralmassiv im Bereich der Hochebene der Causse du Larzac zwischen Millau im Nordwesten und Montpellier im Südosten. Das Gemeindegebiet gehört zum Regionalen Naturpark Grands Causses.

## Geschichte

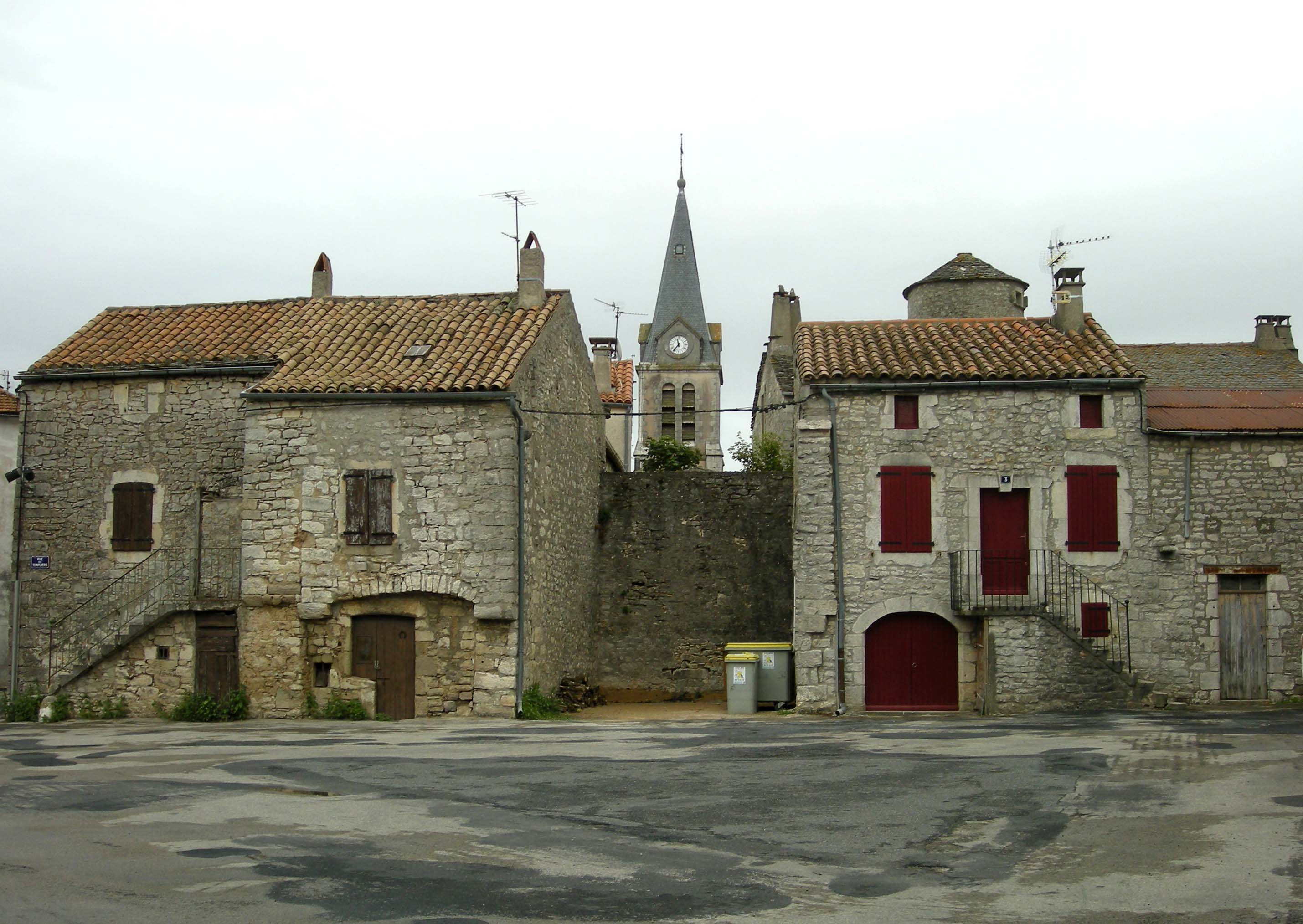
Turm der Kirche Notre-Dame-de-l’Assomption

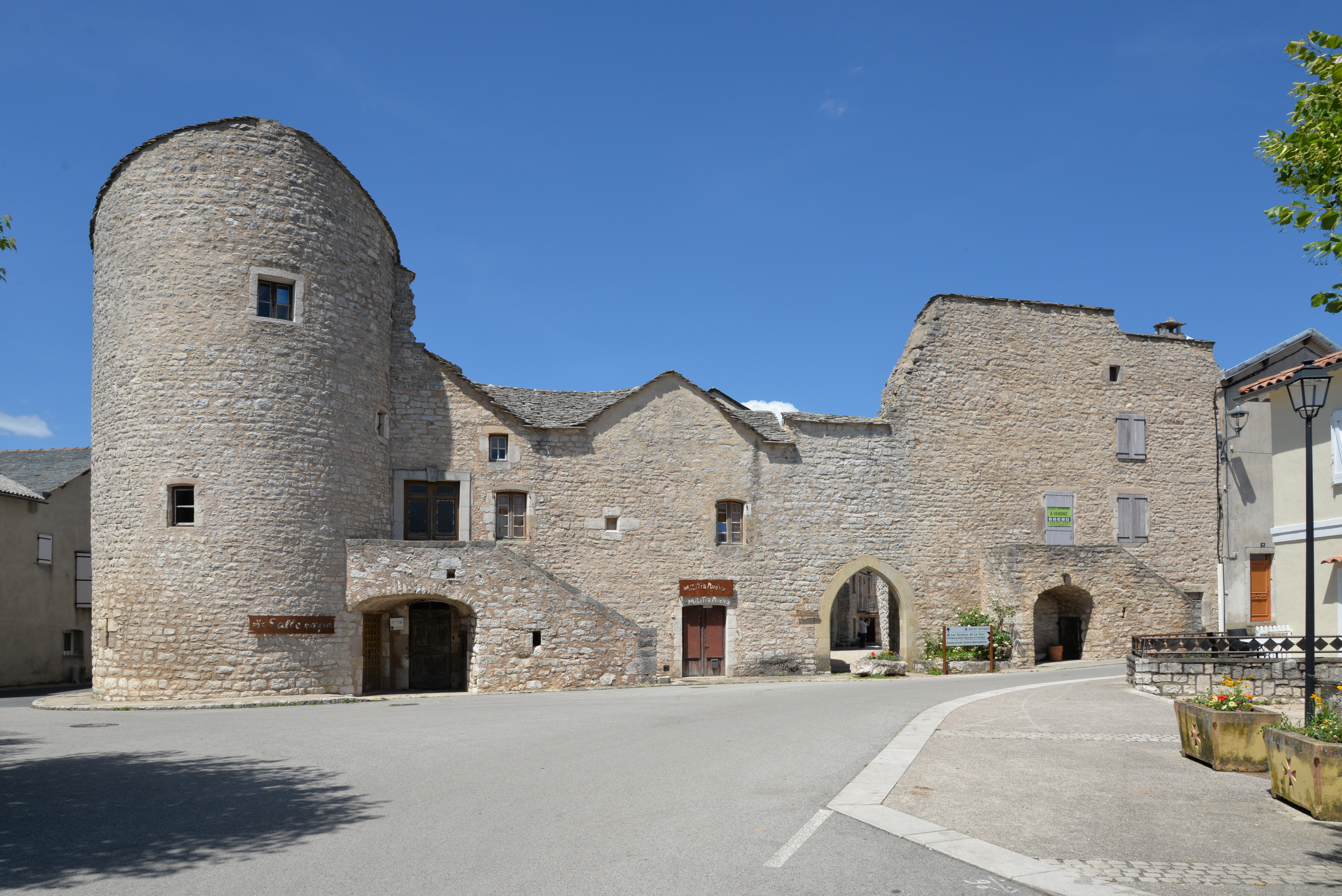
Reste der Befestigung

La Cavalerie basiert auf einer alten Templerfestung aus dem 12. Jahrhundert. Auf einem Großteil des Gemarkungsgeländes wurde 1902 ein Truppenübungsplatz errichtet. Auf dem zugehörigen Kasernengelände am Rande von La Cavalerie wurden ab 1939 Flüchtlinge aus dem Spanischen Bürgerkrieg interniert und während des Algerienkriegs sowohl Unterstützer der algerischen Unabhängigkeit, als auch Harkis, die an der Seite Frankreichs gegen die Unabhängigkeit Algeriens kämpften.
Ab 1970 formierte sich auf der Causse du Larzac der Widerstand gegen Pläne zum Ausbau des Truppenübungsplatzes. In diesem zehnjährigen Kampf, der 1981 nach dem Wahlsieg von Francois Mitterrand mit Sieg der Ausbaugegner endete, war La Cavalerie einer der wenigen Orte des Larzac, der sich für den Ausbau des Camps ausgesprochen hatte. 2015 wiederum zählte La Cavalerie zu den Befürwortern der Stationierung einer Halbbrigade der Fremdenlegion auf dem Gelände, dem sonst die Schließung gedroht hätte.
Nahe dem Ort liegen der Dolmen de la Fabière der Dolmen von Jonquet der Menhir La Cavalerie und drei weitere Menhire.

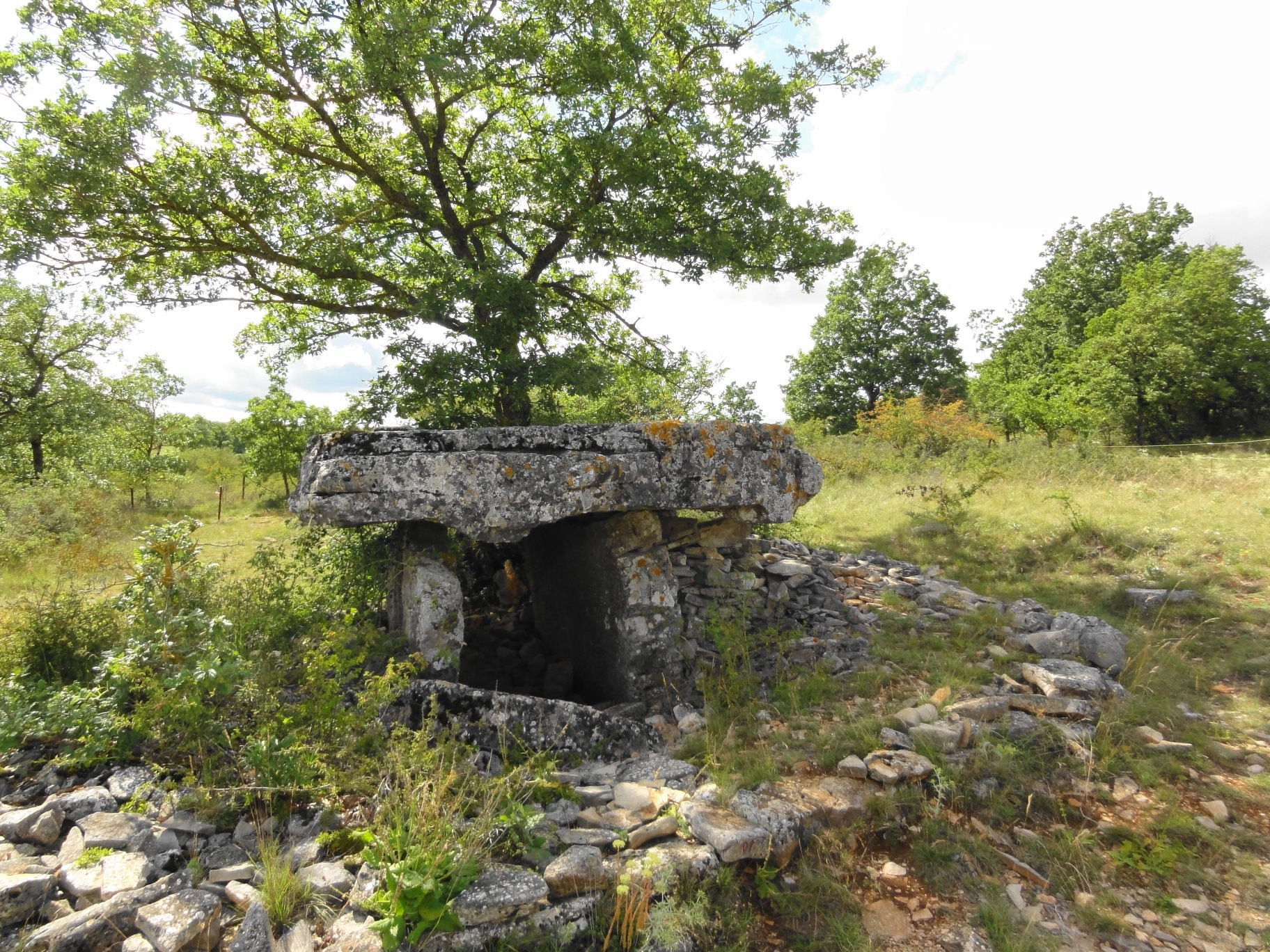
Dolmen de la Fabière
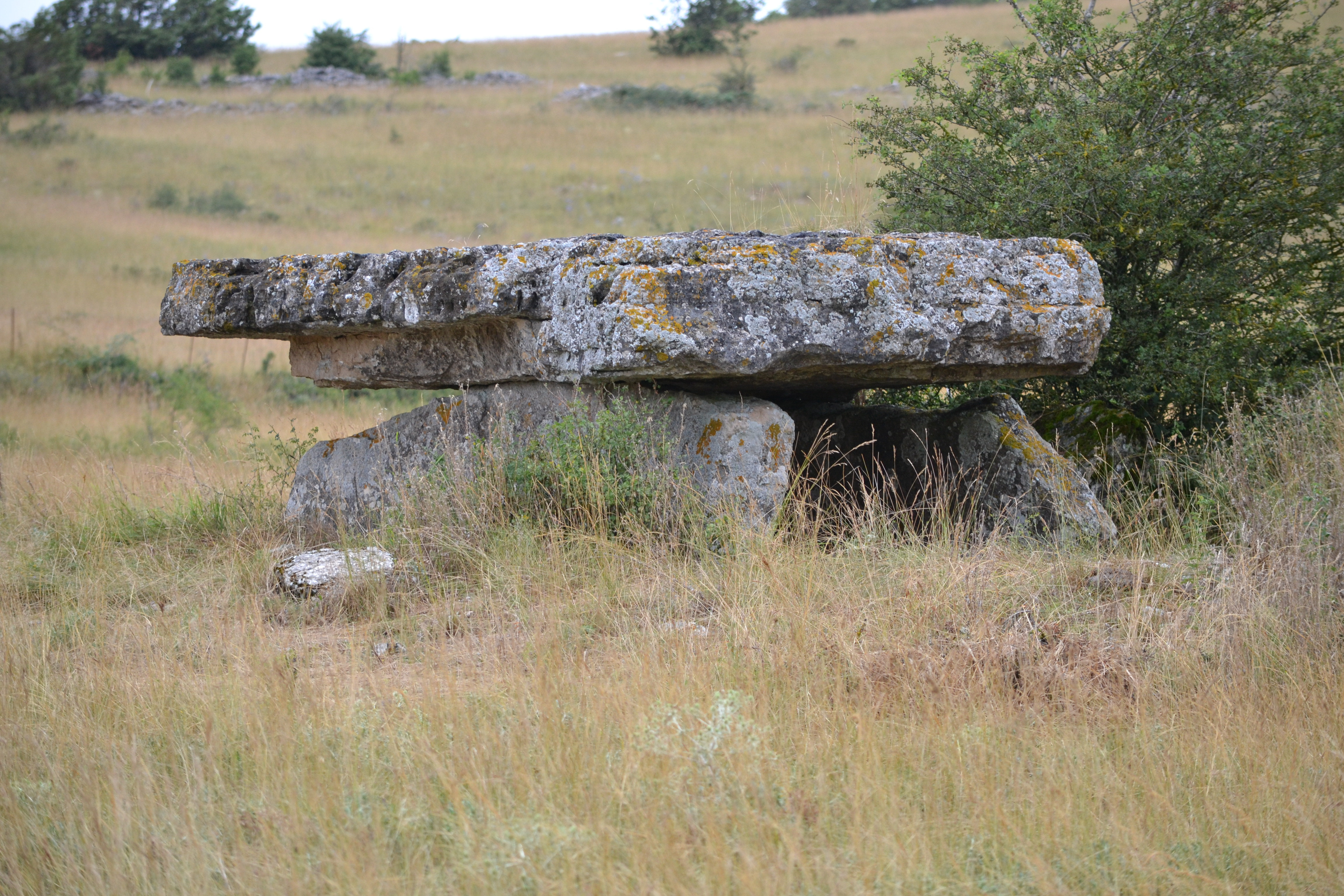
Dolmen von Jonquet
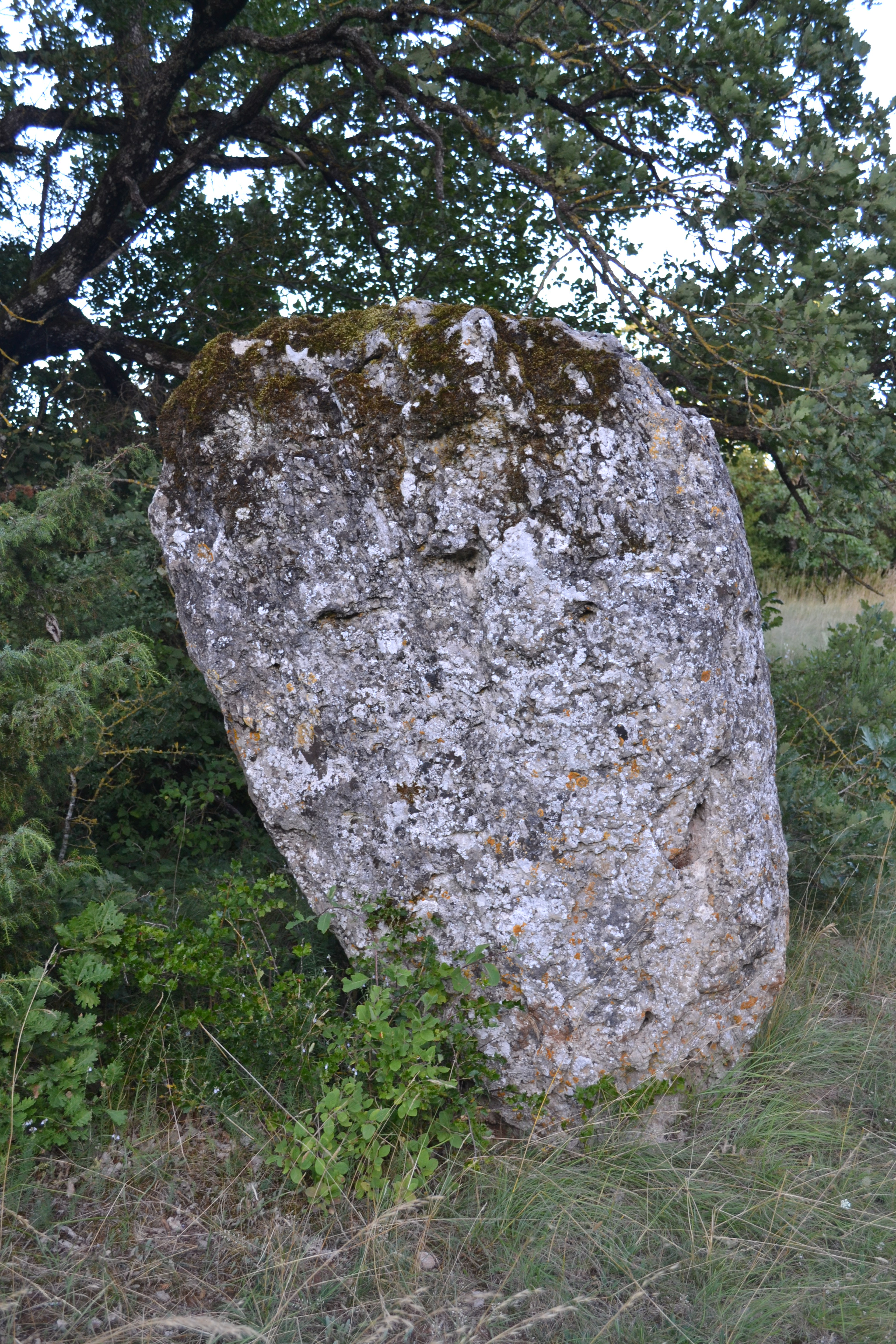
Menhir La Cavalerie

### Bevölkerungsentwicklung
| Jahr                       | 1968 | 1975 | 1982 | 1990 | 1999 | 2006 | 2016 |
| Einwohner                  | 734  | 748  | 900  | 701  | 813  | 984  | 1075 |
| Quellen: Cassini und INSEE |      |      |      |      |      |      |      |

## Camp du Larzac

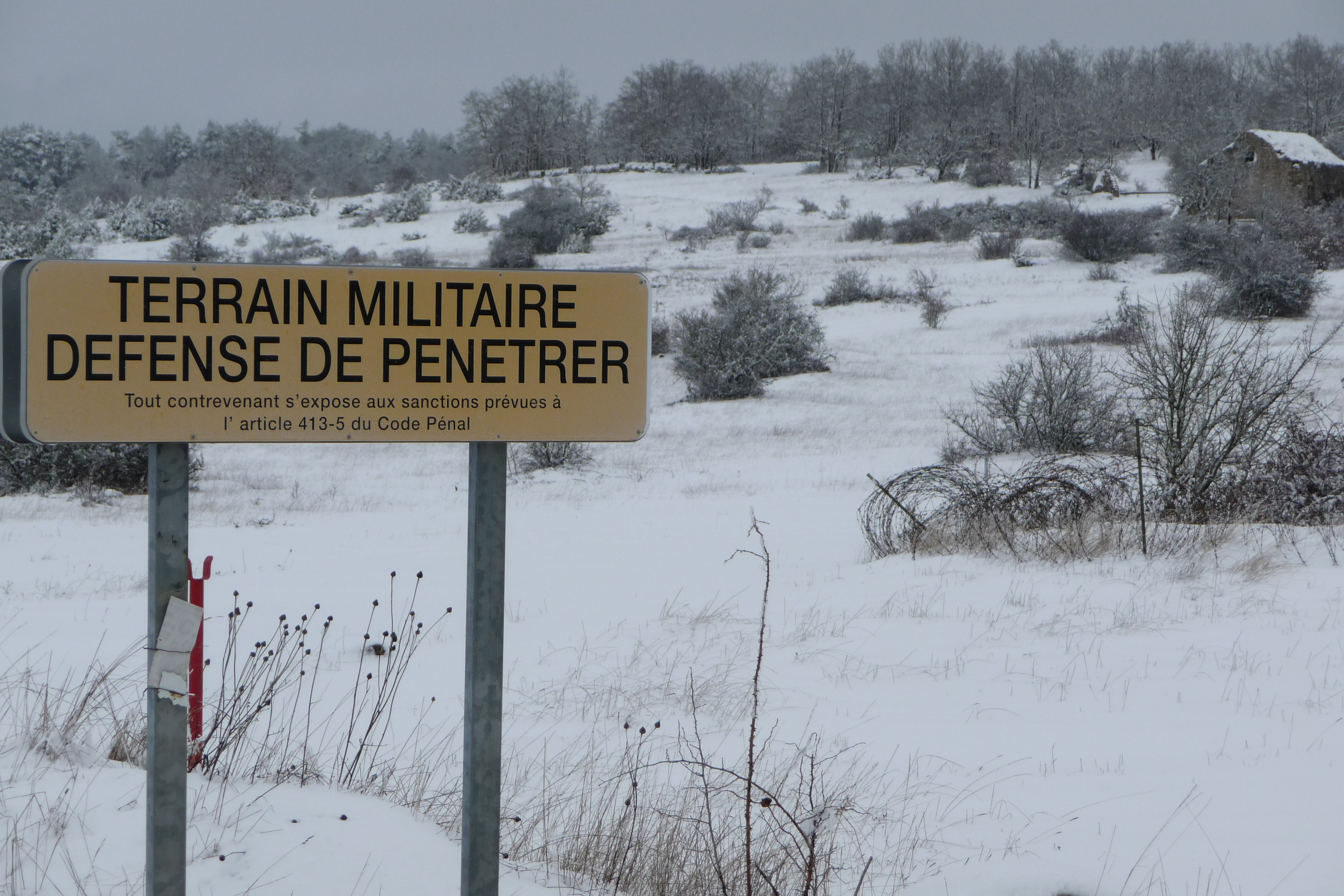
Verbotsschild am Camp du Larzac

In der Gemeinde existiert seit 1902 mit dem Camp du Larzac ein großer Stützpunkt der französischen Streitkräfte (Heer). Bis 2016 war dort das Infanterie-Ausbildungszentrum Centre d’entraînement de l’infanterie au tir opérationnel (C.E.I.T.O.) für operatives Schießen verbundener Waffen eingerichtet sowie das 122. Infanterieregiment (122e R.I.) stationiert. Nach der Auflösung des Ausbildungszentrums übernahm ab 2016 die 13. Halbbrigade der Fremdenlegion (13e D.B.L.E.) mit einer Mannschaftsstärke von rund 1300 Legionären das Camp als Stützpunkt. Das bisherige Ausbildungszentrum wurde in das Camp de Canjuers verlegt. Vor Ort befindet sich noch ein kleines Schießzentrum für leichte Infanteriewaffen (Espace d’entraînement de niveau 2).